# UFC on ESPN: Nicolau vs. Perez
 UFC on ESPN: Nicolau vs. Perez  (conosciuto anche come  UFC on ESPN 55, oppure  UFC Vegas 91)  è stato un evento di arti marziali miste tenuto dalla Ultimate Fighting Championship il 27 aprile 2024 all'UFC Apex di Las Vegas, negli Stati Uniti.

## Risultati
|                  | Divisione               |                    |                 |                 | Metodo                                      | Round           | Tempo           | Premio          |
| Card Principale  | Card Principale         | Card Principale    | Card Principale | Card Principale | Card Principale                             | Card Principale | Card Principale | Card Principale |
| ---------------- | ----------------------- | ------------------ | --------------- | --------------- | ------------------------------------------- | --------------- | --------------- | --------------- |
|                  | Pesi mosca              | Alex Perez         | batte           | Matheus Nicolau | KO (pugno)                                  | 2               | 2:16            | POTN            |
|                  | Pesi mediomassimi       | Bogdan Guskov      | batte           | Ryan Spann      | KO tecnico (pugni)                          | 2               | 3:16            | POTN            |
|                  | Pesi mosca femminili    | Karine Silva       | batte           | Ariane Lipski   | Decisione unanime (30–27, 29–28, 29–28)     | 3               | 5:00            |                 |
|                  | Pesi massimi            | Jhonata Diniz      | batte           | Austen Lane     | KO (pugni)                                  | 2               | 2:12            | POTN            |
|                  | Catchweight (148.5 lbs) | David Onama        | batte           | Jonathan Pearce | Decisione unanime (29–28, 29–28, 29–28)     | 3               | 5:00            |                 |
|                  | Pesi welter             | Uroš Medić         | batte           | Tim Means       | KO tecnico (pugni)                          | 1               | 2:09            | POTN            |
| Card Preliminare |                         |                    |                 |                 |                                             |                 |                 |                 |
|                  | Pesi gallo              | Victor Henry       | batte           | Rani Yahya      | KO tecnico (calcio alla testa e pugni)      | 3               | 2:36            |                 |
|                  | Pesi leggeri            | Austin Hubbard     | batte           | Michał Figlak   | Decisione unanime (29–28, 29–28, 29–28)     | 3               | 5:00            |                 |
|                  | Pesi massimi            | Don'Tale Mayes     | batte           | Caio Machado    | Decisione unanime (29–28, 29–28, 29–28)     | 3               | 5:00            |                 |
|                  | Pesi paglia femminili   | Ketlen Souza       | batte           | Marnic Mann     | Decisione unanime (30–27, 30–27, 30–27)     | 3               | 5:00            |                 |
|                  | Catchweight (156.5 lbs) | Chris Padilla      | batte           | James Llontop   | Sottomissione (rear-naked choke)            | 1               | 4:33            |                 |
|                  | Pesi mosca femminili    | Ivana Petrović     | batte           | Liang Na        | Sottomissione (arm-triangle choke)          | 3               | 1:29            |                 |
|                  | Pesi leggeri            | Maheshate Hayisaer | batte           | Gabriel Benítez | Decisione non unanime (28–29, 29–28, 29–28) | 3               | 5:00            |                 |

## Premi
I lottatori premiati ricevettero un bonus di 50.000 dollari.
Legenda:
- FOTN: Fight of the Night (vengono premiati entrambi gli atleti per il miglior incontro dell'evento)
- POTN: Performance of the Night (viene premiato il vincitore per la migliore performance dell'evento)